# 부리부리자에몽
부리부리자에몽(일본어: ぶりぶりざえもん 부리부리자에몽[*])은 우스이 요시토의 만화 '짱구는 못말려'에 등장하는 돼지를 모티브로 한 반인형의 캐릭터이다. 애니메이션판의 성우는 시오자와 카네토(스페셜 6 - 357화 B 파트) → 가미야 히로시)다.

## 개요
흰둥이 등에 이어 인기 캐릭터이다.
신짱구가 발안한 돼지를 모티브로 한 반인형 캐릭터로, 짱구는 "구원의 히어로"로 설정하고 있다. 작중 세계에서도 가상의 캐릭터로 되어 있어, 통상의 회차에서의 등장은 적고, 번외편이나 꿈의 회차에 등장한다.
국내판 이름은 '부리부리대마왕', 챔프 방영판은 '부리부리몬', 짱구는 못말려 극장판: 핸더랜드의 대모험 우리말 더빙판에선 '부리부리대왕' 등으로 부르다가 다음에는 부리부리마왕으로 나온다. 비디오판에서는 '부리부리마신'이라 불린다. 부리부리 꿀꿀이라는 이름으로 나온 비디오 버전도 존재한다.
이름은 '부리부리'에다가 일본 사무라이 무사들의 이름인 "자에몽"(左衛門)을 붙인 것이다.
짱구는 못말려 극장판: 초시공! 태풍을 부르는 나의 신부(18기) 방영 이후 '부리부리용사' 짱구는 못말려 극장판: 부리부리 3분 대작전(13기)에선 부리부리맨으로 불렀다. 학산문화사에서 재출간된 원작 코믹스에서는 극장판 애니메이션으로도 제작된 특집 에피소드의 짱구는 못말려 극장판: 부리부리 왕국의 보물(2기)에서 '부리부리대마인'이란 이름까지 등장했다.

## 인물상

### 외모
상반신은 알몸으로 하반신에는 보라색 스타킹을 신고 있는 2족 보행의 돼지이며, 눈과 코 구멍의 크기가 좌우로 다르게 그려져 있는 것도 특징. 또한 돼지이지만 꼬리는 자라지 않는다. 허리에 칼과 같은 장수 사탕(일본어: 千歳飴 치토세아메[*])을 붙이고 있어 (원래는 충전식의 이상한 칼이었지만 충전이 끊어져 버려 아이의 돼지가 가지고 있던 지토세아메를 칼몸 대신에 붙였다), 가끔 핥아 있다(원작에서는 목도와 같이 그려져 있는 경우도 있다).

### 성격
신노스케와 닮아 있어, 주변의 일을 신경쓰지 않는 곳이나, 속품으로 여자를 좋아하여 나르시스트로 자신의 얼굴을 「아름다운」이라고 생각하고 있는 점이 공통되고 있다. 한편, 매달리는 욕심 많은 곳이 있어, 자신을 제일로 행동한다. 또한 평소에는 존대한 태도를 취해 타인을 내려다보는 경우가 많지만 그에 비해 소심자이기도 하다.
스스로를 ‘구원의 히어로’라고 부르지만 사실상 배신자로 ‘나는 항상 강한 사람의 아군이다’라고 말하며 가볍게 적에게 되돌리거나 적전 도망하거나 하는 경우가 많다. 그 반면, 신의 스케측이 이기면 곧바로 돌아오고, 아무것도 하지 않았음에도 불구하고 다액의 구제료를 청구해 오는 등, 히어로인것 같지 않은 행동이 눈에 띈다. 이러한 행동의 결과, 아군 측에서 두드리는 일도 적지 않고, 신노스케 조차 어려워 버린다.
그래도 신노스케와 힘을 합쳐 악을 쓰러뜨리거나 어딘가 미워할 수 없는 캐릭터가 되고 있다. 또한, 구제료의 지불은 현금 이외에, 대출이나 수표, 크레딧, 우편 송금, 현금리스 결제도 가로 하는 경우가 있다. 다만 그의 청구하는 구제료는 “100억만엔”, 10백만엔 등 실재하지 않는 파격적인 금액이 많다.
연재가 진행됨에 따라, 기본적인 성격은 변함이 없지만, 최종적으로는 스스로의 의사로 사람 도움을 실시하게 되고 있다(본인은 완고하게 부정하고 있지만) 때문에, 진정한 의미로의 「구원의 영웅」으로 그려지게 되어 있다.
덧붙여 1인칭은 「나」(「나」라고 말한 적도 있다). 출신지 등은 불분명하다.

### 능력
운동신경은 신노스케와 동등한 수준이지만, 전투력은 결코 강하다고는 말할 수 없고, 적이 되어도 아군이 되어도 고확률로 순살된다. 그러나 액션빔이나 캔텀펀치를 먹어도 죽지 않는다는 초인적인 육체를 가지고 있다. 작전을 입안하기도 하고 폭탄처리 면허(2급) 등도 가지고 있지만 대부분의 경우 실패한다. 특기는 '닦지 않은 엉덩이 공격'으로 대변 직후의 엉덩이로 돌진하는 등이라는 매우 저속한 기술이다.

## 초기
초기의 등장에서는 신노스케가 생각한 그림책의 주인공에서, 화지에 그려진 크레용의 그림이 중심으로 목소리는 없었다, 신노스케의 기록한 표기는 부리부리자에몽이었다).
덧붙여 부리부리자에몽이 최초로 움직이는 캐릭터로서 등장한 것은 1992년의 스페셜 「부리부리자에몽의 보켄다조」로 이 때는 신노스케 자신이 부리부리자에몽을 연기하고 있다(따라서 모습은 인간이다 ).

## 외전 「부리부리자에몽의 비켄」
첫 단독 시리즈. 1994년 9월 26일 방송 「부리부리자에몽의 모험 뇌명편」, 「부리부리자에몽의 모험 풍운편」이 방송되었다. 이후, 호평에 대해 속편이 많이 만들어지는 것도 시리즈 자체가 원래 외전인 것, 스페셜 등 방송 기회가 한정되어 있었던 것, 후술에 있는 초대 성우의 시오자와 카네토의 사망의 영향 등이 원인으로, 오랫동안 애니메이션 화의 기획이 중단되고 있었다. 원작 만화에서는 『만가타운 2008년 6월호』에서(부정기 게재가 재개되었다.
카자키의 신의 스케치가 아이에게 괴롭힘을 당하고 있던 (후술의 신작에서는, 함정에 걸려 그물에 잡히고 있었다) 브리브리족의 노인으로부터, 도와준 답례로서 받은 「구원의 마라카스」를 흔드는 것으로, 부리부리자에몽 가 소환된다. 신노스케가 위기를 벗어날 때 호출되지만, 불린 부리부리자에몽도 대개 같은 상황에 빠져 있다. 사건 해결 후, 피해자나 협력자에게 다액의 구제를 요구하는 것도 거절되고, 신노스케가 그대로 다음의 여행으로 여행하는 것이 정평의 오치가 되고 있다(2000년 4월 21일 방송 “골드 핑거 「은짱」편의 마지막에 있어서는, 은의 개에 구제를 요구하는 것도, 겐코츠를 먹었다).
악인과 싸우는 것은 무서워서 싫어서, 선반을 매달거나 어깨 두드리는 등의 분야에서 사람을 구하는 것이 특기라는 것이지만, 극중에서는 그러한 분야에서의 사람 도움은 그려져 있지 않다. 건전에서는 하루 3시간(3분간 등, 그 때에 따라 자주 바뀐다)밖에 현실의 세계에 있을 수 없게 되어 있지만, 실제로는 확실히 3시간 이상 체재하고 있어 위기가 다가오면 이것을 구실로 사라진다(원작에서는 한 번만, 치료를 앞에 두고 시간이 지나면 사라지고 있다). 염서를 쓰게 하기 위해 가지고 있던 붓은, 본인 왈 "아니오마타의 수염으로 만든 고급품".
원작에서는 소환되었을 때 '무코의 세계'에서 소프트SM를 즐기고 있을 때도 있고, 상당한 마조히스트. 반대로, 애니메이션판에서는 비키니 팬츠에 그물 스타킹이라는 모습으로, 무치나 촛불을 가지고 나타나는 장면이 있는 등 사디스트라는 설정이었다. 성감대는 코의 구멍답게, 2000년 4월 21일 방송 「골드 핑거 은 찬」편으로,  은의 개에 코의 구멍에 팔을 돌진 그리그리 공격을 했을 때, 「손가락을 코의 구멍에 찔린다고 느껴 버린다!」라고 얼굴을 새빨갛게 하고 울었던.
재시동 후의 원작 만화의 2015년 2월호(신 4권)분부터는 아이가 있는 것이 판명(삼자로, 이름은 각각 「부」 「푸」 「스우」.아내는 미등장). 빚도 안고 있는 모양으로, 신노스케가 호출했을 때에는 도박에 빠진 뒤,사라금에 손을 냈기 때문에, 시멘트 에서 몸을 묻혀 도쿄만에 던져지기 직전이었다.
1996년 8월 16일 방송 「풍운요괴성」은 「부리부리자에몽의 비누」이지만, 마라카스에서 소환되는 이외는 그간의 스토리와의 관련성이 없는 독립한 전후편의 스토리로 이것 자체는 완결되었다.
2016년 5월 13일 방송 「부리부리자에몽의 모험 각성편」에서 16년만에 신작이 만들어져, 전 시리즈와는 연결이 없는 새로운 작품이 되었다. 시대의 변화에 맞추어 스마트폰을 애용해, 다음 주의 「부리부리자에몽의 모험 섬광편」에서는 블로그도 시작하고 있는 것이 그려졌다. 스테디셀러 오치는 사건 해결 후에 피해자나 협력자에게 구제를 요구하는 것을 거절당한 후, 부리부리자에몽 자신이 「치!」라고 말하면서 그대로 사라진다고 하는 것이 되고 있다. 또, 전작은 「부리부리자에몽의 모험」 이외로 부리부리자에몽이 등장하는 이야기에서는 「구원의 마라카스」를 사용하지 않고 나타나거나와 비교적 자유롭게 등장하고 있었지만, 카미야가 담당한 회부터 등장한다 부리부리자에몽의 이야기는 어느 번외편(『[[[크레용 신짱 외전 오·오·오·신의 스케]]』의 이야기 이외)에서도, 신의 스케가 사용하는 “구원의 마라카스”에 의한 등장으로 통일되어 있고, 상기 대로 시간이 끊어지면 감옥, 우주 로켓 속, 병설 속에서도 모습을 지우는 패턴으로 되어 있다.

## 그 외의 부리부리자에몽
「부리부리자에몽 노보켄」 이외의 외전이나, TV 애니메이션판 스페셜에도 등장한다. 마라카스에서 소환한 등장이 아니므로 소멸하지 않는다. 그 때문에 도망칠 수 없고, 일방적으로 아프게 되어 버리는 비율이 많다. 성격도 「부리부리자에몽의 비누」라고 변하지 않는다.
등장시에는 「부리부리자에몽」이라고 자칭하지 않고 다른 이름을 자칭하기도 한다. 그 때마다 신노스케에게 「부리부리자에몽!」이라고 말해져, 「다르다! 내 이름은 ○○다!」라고 부리부리자에몽이 돌려주는 것은 결정이다.
장 피에르 앤드레이 조셉 샤토 브리 안느
1996년 12월 27일 방송의 「노하라 형사의 사건부다 조」2, 3에 등장.  인터폴 프랑스 대표로 희미한 서서에 온다. 눈 깊게 쓴 모자와 선글라스, 코트가 특징.
부르봉 왕조에서 이어지는 귀족의 가계라고 하지만, 돼지고기 국물을 마셨을 때는 「공식 시킬 생각인가!」라고 말하고 있다. 수많은 자밀수단의 아지트 수사에서는 부하에서 발견되었을 때 돼지의 흉내를 내고 형사라는 것을 속이는 교활함을 보이고 있다. 하지만 밀수단에 되돌아오는 것도 받아들일 수 없고, FBI의 액션 가면과 MPS의 캔텀로보에 배신 행위에 대해 가방 두드리고 있다. 라스트에서는 캔텀 펀치로 신노스케와 함께 상공으로 도망한 여자 보스를 쫓을 때, 활기차게 액션 빔을 받게 되고, 사건 해결 후에는 밀수단의 동료와 잘못되어 여자 보스와 그 한 맛과 함께 연행되는 등, 산산조각 눈에 띄고 있다.
알레산드로 프란체스카 데 니콜라
1999년 10월 8일 방송의 「노하라 히로시의 사건부」에 등장. 인터폴 이탈리아 대표로 부하의 나라시노 요코 형사와 희미한 서서에 온다. 첫 등장시에는 매우 긴 시크릿 부츠를 신고 등장했고, 신의 스케케에 흠뻑 빠졌다.
신체의 어딘가에 머신건을 휴대하고 있어 「귀찮은 일은 한결같은 손으로 정리해 버리는 것에 한정한다」라고 말해, 의뢰해 온 예능 프로의 사장을 향해 난사했다. 아이돌 탤런트의 미사토 레미의 생족을 도촬하거나, 그녀의 침대 안에서 둥글게 된다고 하는 변태 행위도 실시하고 있는. 이탈리아인을 자칭하고 있지만 히로시에 「이탈리아의 수도는 어딘가 말해봐」라고 말해 「스페인」이라고 대답하고 있다.
그 후 보스에게 잠자리려고 하지만 저지되어 히로시나 요코, 그리고 왠지 옆에 있던 적에게도 린치되었다. 라스트에서는 가스 누출하고 있는데도 시가를 빨아 아지트가 폭발해, 요코와 함께 희미한 바다까지 폭풍에 날아가 그대로 아무 일도 없었던 것처럼 돌아갔다.
오키타 소지
1997년 6월 20일 방송의 '빨간색 즈킨과 보라색 즈킨다 조'에 등장. 자칭 「교토의 아이돌」 「코갸루의 장난감」. 등장시에는 헤헤에 모헤지의 면을 붙여 높은 다케마를 탄 상태로 등장했다.
보라색 즈킨(신노스케)이 훔친 밀서를 노리고 있어, 붉은 즈킨(네네 짱)에게 음란한 요구를 했기 때문에, 그녀에게 겐코츠를 먹을 수 있다.
중화풍의 마스터
1997년 8월 22일 방송의 「오라의 집에 쿨러가 붙은 조」만의 꿈속에 등장.
중화만 밖에 팔지 않은 가게의 마스터에서 돼지만을 주문한 마저를 바닥에 떨어뜨린 뒤, "만두의 도구가 되는 돼지의 기분을 생각한 적이 있는지!" 거대 중화만의 깔개로 했다.
레오나르도 데카
1997년 10월 10일 방송의 「크레용 워즈」에 등장. 역할은 원전의 한 솔로에 해당한다.
'은하계 와서 우주해적'을 자칭하고 있으며, 우주선 '힐레 끓이기만 톤호'를 소유하고 있다. 이 ‘힐레 조림 포함 톤호’는 주차 위반으로 견인 이동하거나 스피드 위반으로 반칙 표를 끊고 있다. 또, 돈코츠라면의 포장마차로 트랜스폼한다.
바겐 세일 공주 구출 때 사례 목표로 협력했지만 형세 불리해지면 아식 세이더에게 되돌아 왔지만 그 후 아식 세이더가 황제의 부하라고 알면 아식 세이더를 걷어 쓰러 황제에 충성을 맹세했기 때문에 , 아식 세이더에게 두드렸다.
수치화한 힘은 -640답게, 신노스케(10)나 세일 공주(30), APU(20)보다 훨씬 낮았다. 황제가 귀환 후에 신황제에 취임해 들판가에게 은사를 주지만 들판가로부터 린치를 받고 한층 더 모선이 자폭해, 제국 그 자체가 괴멸해 버렸다(폭발시에는 「부히~~!!」라고 외치면서 우주 공간으로 날아갔다).
기라 고즈케노스케
1998년 12월 25일 방송의 '크레용 대충신장'에 등장.
어색하고 바닥 의지가 나쁜 것으로 유명. 난버릇을 붙여 조우씨를 둥글게 한 카자마우치장두토올을 절복에 몰렸다. 게다가 소비세를 85%로 올리는, 가래의 액션 가면이나 캔텀 로보에 급료를 1회도 지불하지 않는 등의 악행을 거듭한 결과,  오이시 신노스케라 하루카베 을 휘두르고, 최종적으로 둥글게 되어, 신의 스케케에 간장을 뿌려 「걸리지 말아라!」라고 분명했다.
처벌의 장면에서는 영화 제6작째의 「 전격! 돼지의 히즈메 대작전」에서 흐른 「전격! .
이 밖에도 대사 첨부로서, 1996년 6월 28일 방송의 「오라는 손오공이다 조」에서는 猪八戒, 1996년 9월 27일 방송의 「올스타 꿈의 콘트 축제다 조」에서는 액션 가면 , 캔텀 로보와 함께 「트리오 더 히어로즈」를 결성(부리부리자에몽이 흐려질 때마다, 액션 가면과 캔텀 로보에 두드리는 것), 1998년 4월 17일 방송의 「오라들 세 마리의 돼지다 조」에서는 새끼 돼지의 장남보, 1999년 4월 30일 방송의 「해바라기는 오라의 자손이다 조」에서는 신노스케가 그린 그림책의 스토리 타고있는 해바라기에 먹을 수 버린다)에 등장했다.
외전 작품 「SHIN-MEN」에서는, 차례가 적게 된 것에 불만을 가져, 다른 세계 「신 차원」을 창조했다고 여겨, 그 세계에서는 부리부리자에몽에게 2개의 모습을 가지는 악의 조직 「TON-MEN」이 암약, 정의의 히어로 「SHIN-MEN」과 대립하고 있다.

## 영화 판에서의 부리부리자에몽
제2작 『부리부리 왕국의 보물은 부리부리대마인이다”이라고 돌진하였다.</ref>. 본인이 아니라 이른바 스타 시스템 캐릭터이다. 부리부리자에몽역의 시오자와는 다른 캐릭터를 연기하고 있었다.
제3작 '흑부리 마왕의 야망'에서는 신노스케의 만들어낸 건담로봇의 필살기의 하나인 만성 펀치로 등장했다.
제4작 「핸더랜드의 대모험」에서 정식 등장을 한다. 신노스케가 쓰는 스게나스 고이데스 트럼프의 마법에 의해 액션 가면,  캔텀 로보와 함께 조인으로 불렸다. 다른 2명이 TV판과 같은 힘 그대로 필살기술을 사용할 수 있도록(듯이), 부리부리자에몽 역시 원작대로의 캐릭터이며, 곧 적측에 잠들거나 방금 발안한 작전을 실패하거나, 한층 더 구원 요금을 청구한다고 하는 정평이 완전하게 받아들여지고 있었다. 적 측의 스노먼 파에게 되돌아가면 수락되지 않고 걷어차 날려 버리고, 신노스케를 포함한 아군 3명에게서 두드려진다. 신노스케들과 함께 노먼을 쫓아내지만 철수 시 노먼에게 밟히게 된다는 우울을 당했다. 그 후, 클레이 G. 매드와의 싸움으로 소환되어, 되돌아가는 방안으로 액션 가면과 캔텀에 걷어차게 된 후, 선로 변경이라는 타개책을 생각해 냈다.
제 6 작 「전격! 돼지발굽 대작전!의 외모가 되었지만, 테러 집단 '돼지발굽'의 협력이 개입함으로써 최종적으로 전 세계를 혼란에 빠지기 위한  가상 바이러스로 탄생했다. 변함없이 신노스케 닮은 저속한 성격을 하고 있었다(등장시는 뒤쪽으로 서서를 하고 있었다)가, 텔레비전 시리즈와 같은 배반 버릇이나 도둑스러운 이야기 같은 비굴함은 거의 없었다. 또, 제작한 자가 오오부쿠로 박사이기 때문에, 어디까지나 창조주 밖에 없는 신노스케에 대해서는 당연히 모른다. 또, 자신에 대해 존대하게 명령해 오는 마우스와는 시종 궁합이 나빠, 항상 싸움 상태에 있었다. 마우스의 명령으로 세계를 대혼란에 빠지려고 했을 때, 창조주인 신노스케에 의해 스스로가 「구원의 히어로」로서 만들어졌다는 진정한 경위를 듣고, 신노스케와 화해하지만, 위험한 바이러스로서 제작해 버린 오오부쿠로 박사는, 미안함을 느끼면서 만지작거리를 말소하는 조치를 취했다. 하지만 흐릿한 자몽은 ‘구원의 영웅’으로 그 운명을 받아들여 ‘또 언젠가, 석양을 보는’ 일을 바라며 신노스케에 이별을 말하고 흩어져서 그 결말에 신노스케는 눈물을 흘렸다. 폭발하는 '돼지의 히즈메'의 아지트에서 탈출하는 장면에서는 신스케의 도움을 요구하는 목소리에 반응하는 것처럼 환영이 되어 나타나 위기에 빠진 신의 스케달이 타는 비행선을 구해 마지막 마지막으로 스스로가 바란 ‘구원의 히어로’로서의 역할을 하고 폭발해 염상하는 아지트 속으로 사라져 갔다. 엔딩에서는 신노스케가 감사의 마음을 담아 그린 부리부리자에몽의 그림으로 이 영화의 엔드카드를 마무리했다.
단편 영화 "폭발! 온천 부글부글 대작전" 『부리부리자에몽의 모험 은하편』이라는 애니메이션으로 구원의 히어로로 나타났다. 하지만 소개한 것만으로 끝나고, 부리부리자에몽이 「끝나지!!」라고 외치고 지구에 낙하했다(그 직후에 이 영화 그 자체의 엔딩이 시작되었다).
제7작 「폭발! 온천 두근두근 대결전」중에서는, 속편으로서 「부리부리자에몽의 모험 유성편」이 적의 거대 로봇의 텔레비전에 비치고 있었지만 즉시 뉴스로 바뀌었다. 그리고 엔딩에서는 『부리부리자에몽의 모험 뉴욕편』이 비치고 있었다. 부리부리자에몽이 '뉴욕에서 목욕'이라는 다자레를 말한 것만으로 끝났고, 역시 부리자에몽이 '끝나지!!'라고 외치며 이 영화를 마무리했다. 시오자와가 사망했기 때문에, 이 작품 이후 21년간 소리가 없는 상태가 계속되었다.
제11작 「[[크레용 신짱 아라시를 부른다 영광의 야키니크로드 | 모든 것이 부리부리자에몽으로 바뀌었다.
제13작 『[[크레용 신짱 전설을 부르는 브리브리 3분 깜짝 대진격 | 한 모습이기 때문에 목소리는 나오지 않고 말풍선으로 대화를 하고 있었다. 그러나 종이였기 때문에 전혀 도움이 되지 않았다.
제28작 「[[크레용 신짱 격돌! 라크가 킹덤과 거의 4명의 용사 | 격돌! . 이 작품에서는, 그린 것을 수용성이지만 실체화시키는 미라클 크레용의 힘에 의해 신의 스케가 그린 부리부리자에몽의 낙서가 실체화했다. 제4작과 같이 적에게 되돌아가거나 아무것도 하지 않는데 구제를 청구하는 등 원작대로의 성격이었지만, 종반에 미라클 크레용의 마지막 조각을 어머니를 도우려고 한 유우마에게 비밀리에 건네, 자신 미라클 크레용을 쫓는 라크가 킹덤의 방위대신과 오니 군조에서 오토바이로 도망 가는 것도 잡히고, 나무에 묶여 매달린 채 비에 젖어 버렸기 때문에 자신을 '구원의 영웅'으로 창조한 신노스케에 간 잡히면서 녹아 소멸했다. 그 후 신의 스케라에 의해 거대한 모습으로 다시 실체화해, 엉덩이에 민가의 지붕이 박히면서도 신의 스케라의 성원을 받아 지상에 낙하해 온 락가 킹덤을 구해, 직후 자신도 상승하는 락가 킹덤으로 이끌려갔다.

## 16년에 걸친 봉인
2000년에 있어서의 시오자와의 급속부터, 카미야가 후임에 기용되기까지의 16년간에 걸쳐, 애니메이션·극장판 어느 쪽에도 대사 첨부로 등장하지 않았다. 3대째 감독의 무토우유지도 크레용 신짱의 올나이트 이벤트에서 “부리부리자에몽의 목소리는 시오자와씨의 목소리 이외 생각할 수 없습니다.대역을 세우거나 목소리를 샘플링하거나 하는 것은 시오자와씨 에 실례이므로 이후 영구적으로 봉인합니다」라고 선언하고 있던. 이에 따라 시오자와의 사후에도 발표되고 있던 대사가 붙은 모습이 등장하는 원작 에피소드의 애니메이션화는 중단되고 있다. TV 애니메이션에서는 「타이가 시대극 스페셜! 카스가베 황문」(2000년5월 19일방송, 시오자와의 사망으로부터 9일 후)가, 이 작품에 있어서의 시오자와의 마지막 출연이며, 자신의 유작이 되었다.
또, 스페셜 작품 「트레저 헌터 미사에」(2000년9월 29일방송, 시오자와의 사망으로부터 4개월 후)에서는, 엔딩에 방송된 영화 '프로젝트A'를패러디 로 한 NG집의 끝에 시오자와 출연 없는 모습이 촬영 중에 난입하고 있던.
시오자와의 죽음 후, TV애니메이션에 부리부리자에몽이 등장한 것은 재방송을 제외하고 2002년에 1회, 2003년의 「트레저 헌터 미마에」와 2004년에 1 회, 2005년(8월 26일, 9월 16일, 12월 16일)에 3회, 2006년의 "로드· 오브 더 이커링", 2007년의 "가면 라이더 전왕 + 신왕", 2008년에 두 번 (2월 1일,  8일. 단 본편이 아니라 엔딩에 등장), 2010년8월 20일 방송분의 총 11회, 아래와 같이 외모만으로 자주 등장하는 것 많은 (모두 대사없이 등장). 극장판에서는 ' 폭풍을 부르는 영광의 야키니크 로드'의 종반에 대량의 부리부리자에몽이 등장(지구상의 생물이 모두 이 모습이 되었다). ' 전설을 부르는 브리브리 3분 뽀키리 대진격'에도 출연했지만 종이에 그려진 그림으로 등장했기 때문에 목소리는 없었다 .
덧붙여 2007년 방송의 「가면 라이더 전왕」와의 크로스 오버 작품인 「가면 라이더 전왕+신왕」에서는 「소리를 내려고 하면 소멸하는 전설의 이마진」이라고 하는, 이러한 사정을 고려한 설정으로 등장을 하고 있다.
게임판에서는, 2004년 4월 16일에 발매된 게임보이 어드밴스용 소프트 「 랜드의 대모험!」과, 그 리메이크판에 해당하는 2008년 3월 20일에 발매된닌텐도DS용 소프트 “[[크레용 신짱 폭풍을 부른다 시네마 랜드 카칭코가친코 대활극! | 폭풍을 부르는 시네마랜드 게임보이 어드밴스판에서는 대사는 적었지만, 닌텐도 DS판은 영화로부터 음성이 샘플링되어, 대사가 늘어난.
OP에서도 등장하고 있어, 10대째 OP 「하피하피」에서는, 원 안에서 댄스한다고 하는 형태로 등장하고 있어, 11대째 OP 이후도 계속 등장하고 있다.
「SHIN-MEN」에서는 악의 조직 TON-MEN(톤멘)으로서 등장. 나카타 양지(빨간색), 고스기 주로타(검은 색), 츠지 부모(푸른 색), 마모리 신고(금상), 쿠스미 나오미(흰색 만)과 각각의 목소리를 담당해 오리, 10년 만에 소리를 냈다(단, 엄밀하게는 브리브리자에몽과 또 다른 캐릭터가 되어 있다). 무대가 되는 「신 차원」을 만들어 내는 요인이 된 차례의 감소도 시오자와의 사망의 영향이 관여하고 있다.
2011년7월 22일에는 부리부리자에몽이 시오자와의 대사 첨부로 등장한 이야기를 모두 수록한 DVD 「크레용 신짱 부리부리자에몽 거의 콘푸리토」가 발매되었다.
2015년4월 28일에는  LINE 스탬프 「말하는 조! 에서 목소리를 사용하고 목소리가있는 물건이 판매되었습니다. 2015년10월 9일 방송 분부터 시작한 동서남북 HIP에서 호이!에 등장하고 있지만 후술 담당회를 제외하고 대사는 없다.
그러나, 애니메이션 방송이 25년째에 돌입한 2016년 4월 29일 방송분에 있어서, 「부리부리자에몽 각성」이라는 캐치 카피 아래, 다음 주 5월 6일 방송분에서는 약 16년 만에 부리부리자에몽이 대사 첨부로 등장하는 신작의 방송이 다음번 예고 내에서 고지되어 같은 해 그리고, 후임이 카미야에 결정한 것이 정식으로 발표되었다. 스토리도 가미야판만으로 1차 등장작인 '각성편'과 '섬광편'은 '뇌명편'과 '풍운편'을 바탕으로 하면서 현대요소를 도입하는 형태로 5월 13일 과 5월 20일에 방송, 한층 더 2주 연속으로 동서남북 HIP에서 호이!를 담당한다는 파격의 취급으로의 재등장이었다. 같은 해 7월 29일에도 모리부리자에몽의 모험 첫 애니메이션 오리지널 작품 「천하 통일편」이 방송되었지만, 같은 해 11월 18일부터는 「부리부리자에몽의 모험」이나 「 크레용 신짱』 본편과는 다른 세계관에서 들판가들의 면면과 공연하는 번외편이 부정기적으로 방송되고 있다.
무토우는, 카미야를 후임으로 맞이해 만성 자몽을 재등장시킨 경위에 대해서, 무토우를 포함한 「크레용 신짱」스탭이 제작에 종사한 애니메이션에 출연하고 있던 관계로 원래 카미야와 교류가 있었던 것 성우의 봉인에 의한 영향으로 부리부리자에몽에 대한 지명도가 팬들 사이에서도 낮아지고 있었다는 것을 우려해, 봉인을 고집하는 스스로의 스탭의 방침에 의문을 가지게 되어 있던 것을 인터뷰에서 말하고 있다.

## 같이 보기
- 짱구는 못말려의 등장인물 목록